# Patagí
Patagí är en ort i Grekland.   Den ligger i prefekturen Nomós Évrou och regionen Östra Makedonien och Thrakien, i den nordöstra delen av landet, 400 km nordost om huvudstaden Aten. Patagí ligger 111 meter över havet och antalet invånare är 200.
Terrängen runt Patagí är platt. Runt Patagí är det ganska glesbefolkat, med 50 invånare per kvadratkilometer. Närmaste större samhälle är Orestiáda, 8,5 km öster om Patagí. Trakten runt Patagí består till största delen av jordbruksmark.